# Ajtonka
Az Ajtonka női név újkeletű névalkotás az Ajtony férfinévből, aminek a jelentése: arany.

## Gyakorisága
Az 1990-es években szórványosan fordult elő. A 2000-es és a 2010-es években sem szerepelt a 100 leggyakrabban adott női név között.
A teljes népességre vonatkozóan az Áfonya sem a 2000-es, sem a 2010-es években nem szerepelt a 100 leggyakrabban viselt női név között.

## Névnapok
július 19., október 4.